# Campionati svedesi di sci alpino 2025
I Campionati svedesi di sci alpino 2025 si sono svolti a Åre, Lindvallen e Sälen dal 1º al 13 aprile; sono stati assegnati i titoli di discesa libera, supergigante, slalom gigante e slalom speciale, sia maschili sia femminili. 
Trattandosi di competizioni valide anche ai fini del punteggio FIS, vi hanno potuto partecipare anche sciatori di altre federazioni, senza che questo consentisse loro di concorrere al titolo nazionale svedese. 

## Risultati

### Uomini

#### Discesa libera
| Pos. | Atleta           | Nazione | Tempo   |
| ---- | ---------------- | ------- | ------- |
| 1    | Felix Monsén     | Svezia  | 1:55,75 |
| 2    | Emil Nyberg      | Svezia  | 1:57,53 |
| 3    | Benjamin Hansson | Svezia  | 1:57,75 |
| 4    | Liam Liljenborg  | Svezia  | 1:58,75 |
| 5    | Lucas Lind       | Svezia  | 1:59,30 |
| 6    | William Karlsson | Svezia  | 1:59,38 |
| 7    | Jonathan Öman    | Svezia  | 1:59,45 |
| 8    | Aaron Isaksson   | Svezia  | 1:59,52 |
| 9    | Nick Nyberg      | Svezia  | 2:00,18 |
| 10   | Emil Ziherl      | Svezia  | 2:00,33 |

Località: Åre

Data: 1º aprile

#### Supergigante
| Pos. | Atleta            | Nazione | Tempo   |
| ---- | ----------------- | ------- | ------- |
| 1    | Felix Monsén      | Svezia  | 1:03,41 |
| 2    | William Hällqvist | Svezia  | 1:04,06 |
| 3    | Max Uhlir         | Svezia  | 1:04,07 |
| 4    | Emil Nyberg       | Svezia  | 1:04,27 |
| 5    | Benjamin Hansson  | Svezia  | 1:04,30 |
| 6    | Gustaf Lindqvist  | Svezia  | 1:04,65 |
| 7    | Adam Hofstedt     | Svezia  | 1:04,75 |
| 8    | Jonathan Öman     | Svezia  | 1:04,82 |
| 9    | Lucas Lind        | Svezia  | 1:05,00 |
| 10   | Nick Nyberg       | Svezia  | 1:05,16 |

Località: Åre

Data: 2 aprile

#### Slalom gigante
| Pos. | Atleta                     | Nazione  | Tempo   |
| ---- | -------------------------- | -------- | ------- |
| 1    | Fabian Ax Swartz           | Svezia   | 2:01,19 |
| 2    | Mikkel Remsøy              | Norvegia | 2:01,25 |
| 3    | Aleksander Berg Torpe      | Norvegia | 2:02,18 |
| 4    | Gustaf Lindqvist           | Svezia   | 2:02,19 |
| 5    | William Hansson            | Svezia   | 2:02,22 |
| 6    | Hans Grahl-Madsen          | Norvegia | 2:02,40 |
| 7    | Adam Hofstedt              | Svezia   | 2:02,43 |
| 8    | Aaron Isaksson             | Svezia   | 2:03,34 |
| 9    | Axel Lindqvist             | Svezia   | 2:03,90 |
| 10   | Hjalmar Christoffer Öström | Norvegia | 2:04,11 |

Località: Sälen

Data: 10 aprile

#### Slalom speciale
| Pos. | Atleta                  | Nazione  | Tempo   |
| ---- | ----------------------- | -------- | ------- |
| 1    | Max Uhlir               | Svezia   | 1:35,10 |
| 2    | Gustav Wissting         | Svezia   | 1:35,16 |
| 3    | Gustaf Lindqvist        | Svezia   | 1:35,21 |
| 4    | Adam Hofstedt           | Svezia   | 1:35,28 |
| 5    | Philip Jonsson          | Svezia   | 1:35,36 |
| 6    | Adam Palmer             | Svezia   | 1:35,38 |
| 7    | Fabian Ax Swartz        | Svezia   | 1:35,53 |
| 8    | Mathias Skaaland Larsen | Norvegia | 1:35,78 |
| 9    | Bosse Mikelsson         | Svezia   | 1:36,10 |
| 10   | Max Malsiner            | Italia   | 1:36,78 |

Località: Lindvallen

Data: 13 aprile

### Donne

#### Discesa libera
| Pos. | Atleta             | Nazione | Tempo   |
| ---- | ------------------ | ------- | ------- |
| 1    | Lisa Nyberg        | Svezia  | 2:00,95 |
| 2    | Astrid Hedin       | Svezia  | 2:01,47 |
| 3    | Liza Backlund      | Svezia  | 2:01,57 |
| 4    | Sophie Nyberg      | Svezia  | 2:01,87 |
| 5    | Hilma Lövblom      | Svezia  | 2:02,92 |
| 6    | Lina Gustafsson    | Svezia  | 2:04,30 |
| 7    | Isabel Sjölin      | Svezia  | 2:04,80 |
| 8    | Elvira Ledin       | Svezia  | 2:06,83 |
| 9    | Selma Gunneriusson | Svezia  | 2:08,20 |
| 10   | Emma Holmqvist     | Svezia  | 2:08,58 |

Località: Åre

Data: 1º aprile

#### Supergigante
| Pos. | Atleta              | Nazione | Tempo   |
| ---- | ------------------- | ------- | ------- |
| 1    | Lisa Nyberg         | Svezia  | 1:05,13 |
| 2    | Liza Backlund       | Svezia  | 1:05,97 |
| 3    | Sophie Nyberg       | Svezia  | 1:06,54 |
| 4    | Lina Gustafsson     | Svezia  | 1:06,97 |
| 5    | Astrid Hedin        | Svezia  | 1:07,02 |
| 6    | Saga Jonsson        | Svezia  | 1:07,48 |
| 7    | Sara Kongsholm      | Svezia  | 1:08,19 |
| 8    | Louise Hagman       | Svezia  | 1:08,27 |
| 9    | Iris Andersson Öien | Svezia  | 1:08,31 |
| 10   | Elvira Ledin        | Svezia  | 1:08,52 |

Località: Åre

Data: 2 aprile

#### Slalom gigante
| Pos. | Atleta                  | Nazione | Tempo   |
| ---- | ----------------------- | ------- | ------- |
| 1    | Hanna Aronsson Elfman   | Svezia  | 1:57,90 |
| 2    | Estelle Alphand         | Svezia  | 1:58,24 |
| 3    | Lisa Nyberg             | Svezia  | 1:58,30 |
| 4    | Hilma Lövblom           | Svezia  | 1:59,65 |
| 5    | Lina Gustafsson         | Svezia  | 1:59,86 |
| 6    | Sophie Nyberg           | Svezia  | 1:59,91 |
| 7    | Cornelia Öhlund         | Svezia  | 2:00,11 |
| 8    | Moa Landström           | Svezia  | 2:00,80 |
| 9    | Stella Rodling Swanberg | Svezia  | 2:02,10 |
| 10   | Natalia Sahlman         | Svezia  | 2:03,34 |

Località: Sälen

Data: 10 aprile

#### Slalom speciale
| Pos. | Atleta                       | Nazione  | Tempo   |
| ---- | ---------------------------- | -------- | ------- |
| 1    | Moa Boström Müssener         | Svezia   | 1:33,38 |
| 2    | Hilma Lövblom                | Svezia   | 1:33,46 |
| 3    | Sara Hector                  | Svezia   | 1:33,78 |
| 4    | Hanna Aronsson Elfman        | Svezia   | 1:34,06 |
| 5    | Lisa Nyberg                  | Svezia   | 1:34,97 |
| 6    | Esther Nordberg              | Svezia   | 1:35,05 |
| 7    | Tindra Olows                 | Svezia   | 1:35,36 |
| 8    | Emma Holmqvist               | Svezia   | 1:35,48 |
| 9    | Stella Rodling Swanberg      | Svezia   | 1:35,66 |
| 10   | Josephine Rønnestad Brodwall | Norvegia | 1:35,88 |

Località: Lindvallen

Data: 12 aprile